# Peter Andreas Brandt
Peter Andreas Brandt (* 14. Juni 1792 in Trondheim; † 20. September 1862 in Brasilien) war ein norwegischer Naturforscher, Illustrator und Maler.

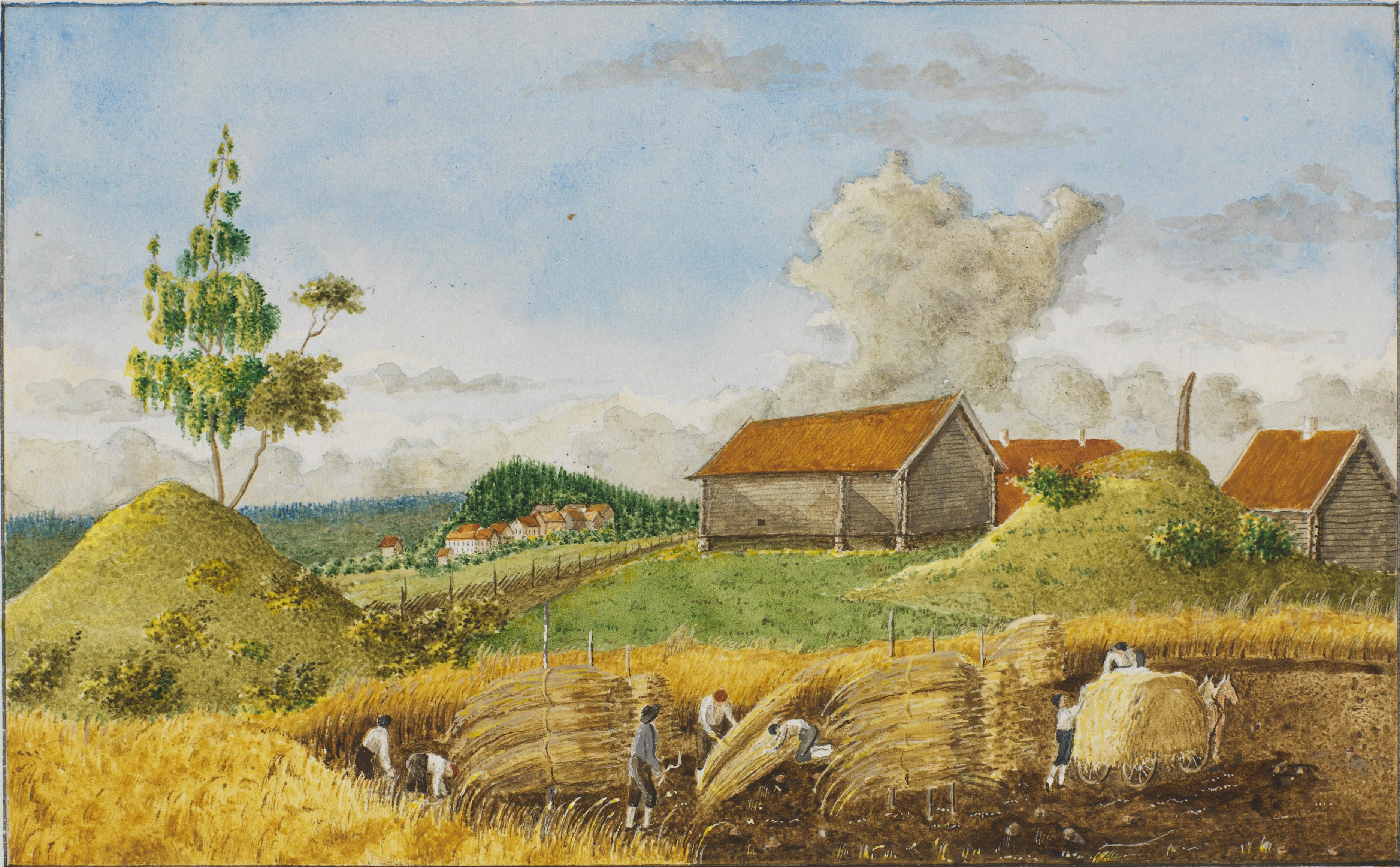
Peter Andreas Brandt:
Dynna i Hadeland.

Im Jahr 1834 gründete er ein Wochenjournal, das Skilling-Magazin, das in den Jahren 1835 bis 1891 in Norwegen mit dem Untertitel til Udbredelse af almennyttige Kundskaber („Zur Verbreitung gemeinnützigen Wissens“) erschien.
Im selben Jahr 1834 wanderte er nach Brasilien aus, wo er mit dem dänischen Naturhistoriker Peter Wilhelm Lund (1801–1880) in der Stadt Lagoa Santa im Bundesstaat Minas Gerais arbeitete. Brandt illustrierte unter anderem Lunds archäologische Funde von Ausgrabungen in Tropfsteinhöhlen und fertigte Zeichnungen von Brasiliens Fauna an. Er kehrte nie nach Norwegen zurück.